# Dominik z Silos
Dominik z Silos, hiszp. Domingo de Silos (ur. ok. 1000 w Nawarra, zm. 20 grudnia 1072 w Silos) – hiszpański mnich, benedyktyn, opat i reformator zakonu, święty Kościoła katolickiego.

## Życiorys
Urodził się w hiszpańskiej części Pirenejów w podupadłej rodzinie szlacheckiej. Jako chłopiec był pasterzem owiec stada należącego do ojca. Święcenia kapłańskie przyjął mając 26 lat w Cañas. W dwa lata później (1038) wstąpił do benedyktyńskiego klasztoru San Millan de la Cogolla w Logroño, którego z czasem został przeorem. Po konflikcie z królem Nawarry Garcią III pojechał do Kastylii, gdzie ówczesny król Ferdynand I Wielki mianował go w 1041 opatem klasztoru św. Sebastiana w Silos (obecnie Santo Domingo de Silos). Podupadły klasztor, duchowo i materialnie, Dominik doprowadził do świetności i zreformował go na wzór opactwa św. Piotra i Pawła w Cluny przywracając ryt mozarabski, a jego klasztor stał się jednym z centrów tej liturgii. Domingo propagował reformy Kościoła w Hiszpanii oraz rozwinął swój klasztor w główne centrum, gdzie znajdowała się biblioteka i skrypty Wizygotów. Klasztor stał się centrum nauki w tej części Hiszpanii i uznawany jest obecnie za jeden z najważniejszych zabytków kraju.
Według dominikańskiej tradycji do sanktuarium św. Dominika (klasztor w Santo Domingo de Silos w prowincji Burgos) przybyła z pielgrzymką bł. Joanna z Azy wypraszając za wstawiennictwem Dominika syna, późniejszego założyciela Zakonu Kaznodziejskiego – św. Dominika Guzmána. W dowód wdzięczności synowi dała imię po opacie z Silos.
Słowa, które skierował do władcy Nawarry "Panie, możesz odebrać mi życie, ale nic więcej!" stały się inspiracją dla wielu męczenników katolickich doby wojny domowej w Hiszpanii.

## Kult
Kult Dominika z Silos został zatwierdzony w 1720 roku, a w 1748 został wpisany do Martyrologium Rzymskiego.
Jest patronem pasterzy i więźniów. Dominik czczony jest głównie w Hiszpanii, a wiele kościołów nosi jego imię.
Jego wspomnienie liturgiczne w Kościele katolickim obchodzone jest 20 grudnia.